# 岡本栄
岡本 栄（おかもと さかえ、1951年〈昭和26年〉9月18日 - ）は、日本の政治家。元三重県伊賀市長（3期）。関西テレビ放送の元アナウンサー。

## 来歴・人物
三重県上野市（現在の伊賀市）の出身・在住で、上野市立東小学校、上野市立緑ヶ丘中学校、三重県立上野高等学校から早稲田大学教育学部へ進学。両親は教師で、大学進学の影響につながったという。また、早稲田大学への在学中には、多数のアナウンサーを輩出している学内のアナウンス研究会で活動していた。

### アナウンサー時代
1974年にアナウンサーとして関西テレビへ入社。同期のアナウンサーに馬場鉄志がいる。
入社後は、地元から通勤しながら報道・情報番組を中心に出演。1985年に発生した日本航空123便墜落事故の際には、急遽放送された『FNN報道特別番組』に伊丹空港からの中継リポーターとして出演した。
現代風の長髪や柔らかい語り口・物腰が特徴で、後述する伊賀市長への就任後も婚姻歴はない。その一方で、骨董への造詣が深く、『京都!ちゃちゃちゃっ』で骨董を扱ったコーナーを担当。高校在学中に歴史研究部を立ち上げたことをきっかけに、休日に故郷の歴史文化を調査したり、伊賀と関西圏の結び付きなどについて研究したりするなど「伊賀の郷土史家」としての顔も持つ。ちなみに、2012年まで関西テレビの公式サイトに設けられていたブログでは「元祖うさぴょん」と自称。先輩アナウンサーの桑原征平（定年退職を経て現在はフリーアナウンサー）や後輩アナウンサーの藤本景子からは、上記の特徴を踏まえて、出演番組で「栄姐さん」と呼ばれていた。
2011年9月18日で関西テレビの定年に達したため、アナウンス部チーフエキスパート職を最後に、同月30日付で同局を退職した。ただし、同年10月1日以降は子会社に転籍。同局と嘱託契約を結んだうえで、「関西テレビ 岡本栄」として、週に3日のペースで同局のローカルニュースに出演していた。また、2012年9月までは、アナウンサーとしての活動と並行しながら神戸女子大学及び帝塚山大学の非常勤講師を務めていた。

### 伊賀市長
2008年頃から伊賀市が庁舎老朽化に伴う庁舎建設に対する検討が行われていた。その中で、アナウンサー時代の2010年2月に庁舎保存団体「『先人の思いを街づくりに』の会」を設立し、庁舎保存に関する要望書を提出する。しかし、要望に反して建設計画が進められたことなどを理由に2012年9月3日に、三重県伊賀市長選挙へ無所属で立候補することを表明。同年11月11日に施行された市長選において初当選を果たした（選挙結果は下記参照）。11月21日、第3代伊賀市長に就任。
市長就任後、庁舎建設計画を白紙撤回し三重県伊賀庁舎隣接地への建設を提案するが、現在地での建設を主張する木津龍平・上野商工会議所会頭らは反発し、住民投票を求めた。2014年8月24日に住民投票が行われるも、投票率が50%に満たなかったため、住民投票は不成立となった。
2016年4月1日、性的少数者（LGBT）への支援策の一環として、同性カップルを公的に「パートナー」と認める制度を開始。東京都渋谷区、世田谷区に続いて全国で3例目。
なお、市長へ就任してからも、古巣・関西テレビの番組や『桑原征平粋も甘いも』（桑原が同局を定年で退職した2004年からメインパーソナリティを務めている朝日放送ラジオの生ワイド番組）へ折に触れて登場している。

## 市長選の結果
2012年伊賀市長選挙
2012年11月11日執行。現職市長の内保博仁の支援を受けた元市職員の赤澤行宏を破り、初当選を果たした。
※当日有権者数：77,215人 最終投票率：55.94%（前回比：-0.29pts）
| 候補者名 | 年齢 | 所属党派 | 新旧別 | 得票数   | 得票率 | 推薦・支持 |
| -------- | ---- | -------- | ------ | -------- | ------ | ---------- |
| 岡本栄   | 61   | 無所属   | 新     | 25,962票 | 60.76% |            |
| 赤沢行宏 | 62   | 無所属   | 新     | 16,769票 | 39.24% |            |

2016年伊賀市長選挙
2016年11月13日執行。自民党推薦・公明党支持の元市議の市川岳人、民進党系の会派に所属する元県議の森野真治ら2候補を破り再選した。
※当日有権者数：76,176人 最終投票率：57.78%（前回比：+1.84pts）
| 候補者名 | 年齢 | 所属党派 | 新旧別 | 得票数   | 得票率 | 推薦・支持                        |
| -------- | ---- | -------- | ------ | -------- | ------ | --------------------------------- |
| 岡本栄   | 65   | 無所属   | 現     | 16,555票 | 37.96% |                                   |
| 市川岳人 | 34   | 無所属   | 新     | 14,009票 | 32.12% | （推薦）自由民主党 （支持）公明党 |
| 森野真治 | 46   | 無所属   | 新     | 13,048票 | 29.92% |                                   |

2020年伊賀市長選挙
2020年11月8日執行。会社員の森川とおる、無職の釜井敏行ら2候補を破り3選した。
※当日有権者数：72,504人 最終投票率：52.83%（前回比：-4.95pts）
| 候補者名 | 年齢 | 所属党派   | 新旧別 | 得票数   | 得票率 | 推薦・支持 |
| -------- | ---- | ---------- | ------ | -------- | ------ | ---------- |
| 岡本栄   | 69   | 無所属     | 現     | 18,840票 | 50.19% |            |
| 森川徹   | 43   | 無所属     | 新     | 15,184票 | 40.45% |            |
| 釜井敏行 | 38   | 日本共産党 | 新     | 3,515票  | 9.36%  |            |

2024年伊賀市長選挙
2024年11月10日執行。元県議の稲森稔尚に破れ4選はならなかった。他に元日本政策投資銀行勤務の浅井健之、元県議の田中覚、元市議の濱瀬達雄、建設業の萩森正治も出馬して史上最多の6人で争った。
※当日有権者数：68,339人 最終投票率：61.93%（前回比：+9.1pts）
| 候補者名 | 年齢 | 所属党派       | 新旧別 | 得票数   | 得票率 | 推薦・支持 |
| -------- | ---- | -------------- | ------ | -------- | ------ | ---------- |
| 稲森稔尚 | 40   | 草の根運動いが | 新     | 15,184票 | 36.57% |            |
| 浅井健之 | 32   | 無所属         | 新     | 10,667票 | 25.69% |            |
| 岡本栄   | 73   | 無所属         | 現     | 7,911票  | 19.05% |            |
| 田中覚   | 66   | 日本維新の会   | 新     | 4,471票  | 10.77% |            |
| 濱瀬達雄 | 46   | 無所属         | 新     | 2,120票  | 5.1%   |            |
| 萩森正治 | 43   | 無所属         | 新     | 1,168票  | 2.8%   |            |

## アナウンサー時代の出演・担当番組
- KTVニュース（関西テレビの社員時代から継続。退職・委託契約後は主に土曜深夜・日曜朝・月曜14:55の放送枠を担当）
- KTVワイドニュース
- アタック530
- FNNスーパーニュースKANSAI
- マイ大阪（大阪市の広報番組）
- 京都骨董浪漫II シリーズ京都国立博物館（CS・関西テレビ☆京都チャンネル）
- 骨董じゃらんじゃらん（CS・関西テレビ☆京都チャンネル）
- 京都!ちゃちゃちゃっ（KBS京都&関西テレビ☆京都チャンネル・2006年（平成18年）度第三期 火曜日担当。12:00-12:55）

以下のニュース番組では、いずれも後半の関西ローカルパートでキャスターを担当。
- FNNニュース ザ・ヒューマン日曜日
- FNNスピーク KTV
- FNNスーパーニュースWEEKEND土曜日

以上の番組以外にも、数多くの番組で提供クレジットの読み上げを担当した。
放送開始・終了のアナウンス